# Michelle Heyman
Michelle Heyman (Shellharbour, 4 luglio 1988) è una calciatrice australiana, attaccante del Canberra United e della Nazionale australiana.

## Carriera

### Nazionale
Heyman viene chiamata dalla Federazione calcistica dell'Australia (Football Federation Australia - FFA) per vestire la maglia della nazionale australiana fin dal 2010. Con la squadra delle Matildas ottiene un secondo posto all'edizione 2014 della Coppa d'Asia, dove perde per 1-0 la finale con le avversarie del Giappone.
Viene inoltre inserita in rosa nella squadra che affronta la fase finale del mondiale di Canada 2015 e nella nazionale olimpica che rappresenta l'Australia nel torneo di calcio femminile ai Giochi della XXXI Olimpiade di Rio 2016. In quest'ultimo torneo è autrice di una doppietta nell'incontro del 9 agosto 2016 dove la propria nazionale si impone per 6-1 sulle avversarie dello Zimbabwe, contribuendo così ad assicurarsi il passaggio ai quarti di finale.

## Palmarès

### Club
- W-League
  - Championship: Canberra United: 2011-2012, 2014-2015
  - Premiership: Sydney FC: 2011-2012, 2013-2014

### Individuale
- W-League Golden Boot: 2

Sydney FC: 2009
Canberra United: 2011-2012